# Vladimír Kalina
Vladimír Kalina (29. března 1927 Praha – 5. října 1995 Praha) byl český novinář, scenárista a dramaturg.

## Život
V roce 1947 maturoval na reálném gymnáziu v Praze. V letech 1947 až 1951 studoval na fakultě novinářství Vysoké školy politické a sociální v Praze. V letech 1960 až 1954 byl zaměstnán v České tiskové kanceláři a v nakladatelství a vydavatelství Orbis. V tetech 1954 až 1988 přednášel na Filozofické a Žurnalistické fakultě Univerzity Karlovy. V letech 1959 až 1989 byl dramaturgem Filmového studia Barrandov. V roce 1990 byl jmenován profesorem filmové a televizní dramaturgie na Filmové a televizní fakultě Akademie múzických umění v Praze.

## Dílo (výběr)

### Próza
- Žižkovské romance (1980, 1991), povídky
- Signum laudis (1988), román podle filmového scénáře
- Lásky mezi kapkami deště (1991), spoluautor: Jan Otčenášek

### Filmové scénáře
- Žižkovská romance (1959)
- Pět z miliónů (1959)
- Pevnost na Rýně (1962
- Slečny přijdou později (1966)
- Svatý z Krejcárku (1969)
- Lidé z metra (1974)
- Romance za korunu (1975)
- Zrcadlení (1977)
- Lásky mezi kapkami deště (1979), spoluautor: Jan Otčenášek
- Signum laudis, spoluautor: Jiří Křižan (1980)